# Бешбармак
Бешбарма́к, бишбарма́к, бесбарма́к (баш. бишбармаҡ, ҡуллама; каз. бесбармақ, нарын; каракалп. turama; кирг. бешбармак, тууралган эт, нарын; тат. бишбармак, куллама; туркм. dograma; уйг. нерин, тутмач‎; узб. norin) — традиционное мясо-мучное блюдо тюркоязычных народов.
В целом, блюдо представляет собой крошеное отварное мясо с лапшой, луковым соусом и некоторыми особенностями в технологии приготовления и подачи, что позволяет достичь вкуса, присущего именно этому блюду. Традиция мелко крошить мясо имеет особое значение и древние корни. Это знак уважения хозяев к гостям, особенно к пожилым (им трудно разжёвывать крупные куски). Плохо накрошенное мясо в бешбармаке расценивается гостями как неуважение к ним.
В современном Казахстане под словом бешбармак/бесбармак ошибочно понимают блюдо, именуемое по-казахски ет (каз. ет — мясо, «мясо по-казахски»), в киргизской кухне это же блюдо называется кульчётай, а в каракалпакской гуртук.
Бешбармаком следует считать блюдо нарын, как это делается в Кыргызстане, так как нарын готовится из крошеного отварного мяса — обязательного ингредиента бешбармака.

## Этимология
Слово «бешбармак» (образованное из «беш» и «бармак») в переводе с киргизского языка означает «пять пальцев», «пятерня». По наиболее распространённой версии название блюда возникло от способа его употребления руками. Есть и другая версия происхождения названия блюда. Например, П. С. Назаров считает, что так оно называется из-за того, что в это блюдо пресное тесто кладётся кусочками, предварительно намятыми пятью пальцами.
Согласно этимологическому словарю русского языка М. Фасмера, бешбармак «кушанье из баранины с мучной приправой», …кушанье называется так потому, что его едят пятернёй.
Согласно этимологическим словарям Н. М. Шанского, слово было заимствовано из татарского языка в XIX веке. Наряду с этой точкой зрения существует и точка зрения, что оно заимствовано из киргизского языка.
По определению доктора филологических наук Супруна А. Е. «Беш-бармак — понятие из многочисленной группы экзотических слов, относящихся к кулинарии. Означает оно распространённое у киргизов, казахов и некоторых других народов кушанье, „состоящее из мелко нарезанных кусков мяса и теста, политых бульоном“ (в Киргизско-русском словаре К. К. Юдахина, слово бармак переводится как „палец“). По звуковому облику — слово киргизское. Изредка встречающийся экзотизм бесбармак (с казахским бес) (киргиз.. беш „5“), по-видимому, является искусственным».

## В национальных кухнях
В национальных кухнях бешбармак известен под разными названиями — куллама, турама, тууралган эт, нарын и др.

### В башкирской и татарской кухнях

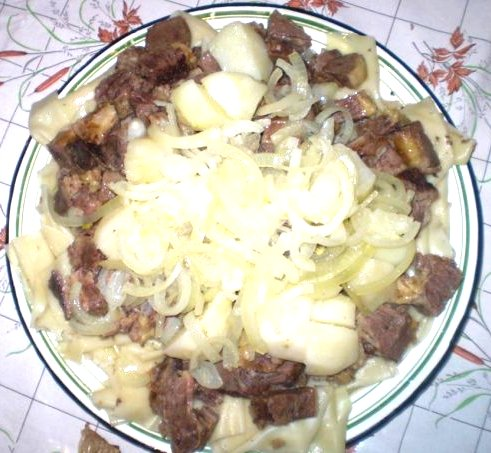
Башкирский бишбармак

В работе И. И. Лепёхина «Продолжение дневных записок путешествия академика и медицины доктора Ивана Лепехина по разным провинциям Российского государства в 1770 году» о бешбармаке имеется: «Бишъ Бармакъ, самая лучшая Башкирская пища, произходитъ отъ слова „Бишъ“ — пять, и „Бармакъ“ — палецъ, и сотоитъ въ мѣлкоизрубленныхъ кускахъ лошадинаго, коровьяго или овечьяго мяса, и Салмы. Салма дѣлается изъ крутаго тѣста пшеничной, ячменной или полбенной муки, которое, раздѣляя на куски величиною съ мѣдной пятикопѣешникъ, варятъ въ одномъ котлѣ с мясомъ такъ, какъ у насъ клюцки». У башкир, наряду с широко распространенным названием бишбармак, в некоторых районах у блюда существовали и другие названия — ҡуллама, hалма, hалмалы ит или просто aш.
Традиционно для приготовления бишбармака башкиры использовали баранину или конину, обязательно на кости. Допустимо было одновременное использование при приготовлении нескольких видов мяса, включая телятину и гусятину. Разрезанное на куски мясо опускалось в казан с холодной водой и доводилось до кипения. После снятия пены казан накрывали крышкой и продолжали варить мясо на слабом огне в течение 2—2,5 часов. Перед завершением варки мяса отливали верхний бульон. Его использовали позже, для поливания лапши. Готовое сваренное мясо немного охлаждали и нарезали кусочками. Также при приготовлении могли быть использованы нарезанные кружками конская колбаса, свежие или провяленные конские кишки, а также жир, снятый с загривка лошади.
Для приготовления лапши использовалось крутое яичное тесто, которое нарезали небольшими ромбиками или квадратиками. Приготовленная таким образом лапша отваривалась в небольшом количестве бульона или воды, сдабривалась бульонным жиром (или сливочным маслом) и соединялась с подготовленной мясной частью блюда.

В этнографических исследованиях отмечаются особенности церемонии угощения этим блюдом, бытовавшие у башкир.
Так И. Г. Георги отмечал: «За праздничною своею пятипалою ествою (бишбармак), употребляют не только свои руки, но и один другому тискает оную в рот».
Развернутое описание церемонии дает С. И. Руденко. Перед угощением гостей бишбармаком хозяева поверх кошмы расстилали скатерть (баш. ашъяулыҡ). Далее все присутствующие мыли руки. Для этого либо сам хозяин, либо его взрослый сын обходил участников трапезы с кувшином (кумганом) или с тазом. После мытья рук гости рассаживались вокруг скатерти, на которой в больших деревянных чашках уже был подан бишбармак. В каждой такой чашке, наряду с мелкими кусками баранины, жира и лапши, обязательно лежали и большие куски мяса, а иногда и колбасы (казы, баш. ҡаҙы). Одному из гостей давали нож, с помощью которого он разделял большие куски мяса или колбасы на части, которые другой гость раздавал присутствующим на трапезе. Во время трапезы хозяин был должен хлопотать об угощении гостей. Во время трапезы лучшие, жирные куски было принято класть в рот своим соседям или тем, кого хотели почтить. Таким же образом угощались зрители, не участвующие в трапезе, и дети. После того, как бишбармак был съеден, хозяин застолья отпивал из чашки супа, заправленного сыром (курутом, баш. ҡорот) и передавал её одному из гостей, обычно почетному. Гость, как и хозяин, немного отпивал из чашки, а затем передавал её своему соседу и чашка таким образом обходила по кругу всех участников трапезы. После этого присутствующие произносили с поклоном благодарственную молитву, вставали, повторно омывали руки и, расположившись поудобнее, переходили к питью кумыса или чая.
В татарской кухне для блюда приняты названия бишбармак или куллама. Н. И. Воробьёв, описывая это блюдо у татар, отмечал: «В качестве праздничного же кушанья употреблялась так называемая куллама, чаще из жирной жеребятины, нарезанной мелкими кусочками и сваренной с луком и перцем. Затем сюда клали довольно крупно сделанную сваренную уже салму и обливали все салом или маслом».

### В каракалпакской, ногайской и туркменской кухнях
У ногайцев (народ на Северном Кавказе кыпчакской группы тюркских языков) блюдо называется «турома́», что переводится как «кро́шево». Аналогичное блюдо каракалпакской кухни называется «турама́» и представляет собой мелко накрошенное мясо с измельчёнными клёцками. Для клёцек употребляется в основном джугарная мука. Отварное мясо мелко крошат взрослые мужчины, а клецки крошат остальные присутствующие. После этого мелко накрошенные клецки и мясо смешивают. На трех человек и более тураму подают на общем блюде, сверху подливая к кушанью бульон. Вместе с бульоном в тураму иногда наливают соус — так называемый тузлык (туздык), или серебе (смесь крошенного лука и жира от сваренного мяса).
Туркменская «дограма́» готовится из отварной баранины, специальной тонкой лепешки петир (или «дограма-чорек») и репчатого лука. Все ингредиенты измельчаются, перемешиваются, заливаются бульоном и приправляются молотым перцем.

### В киргизской кухне

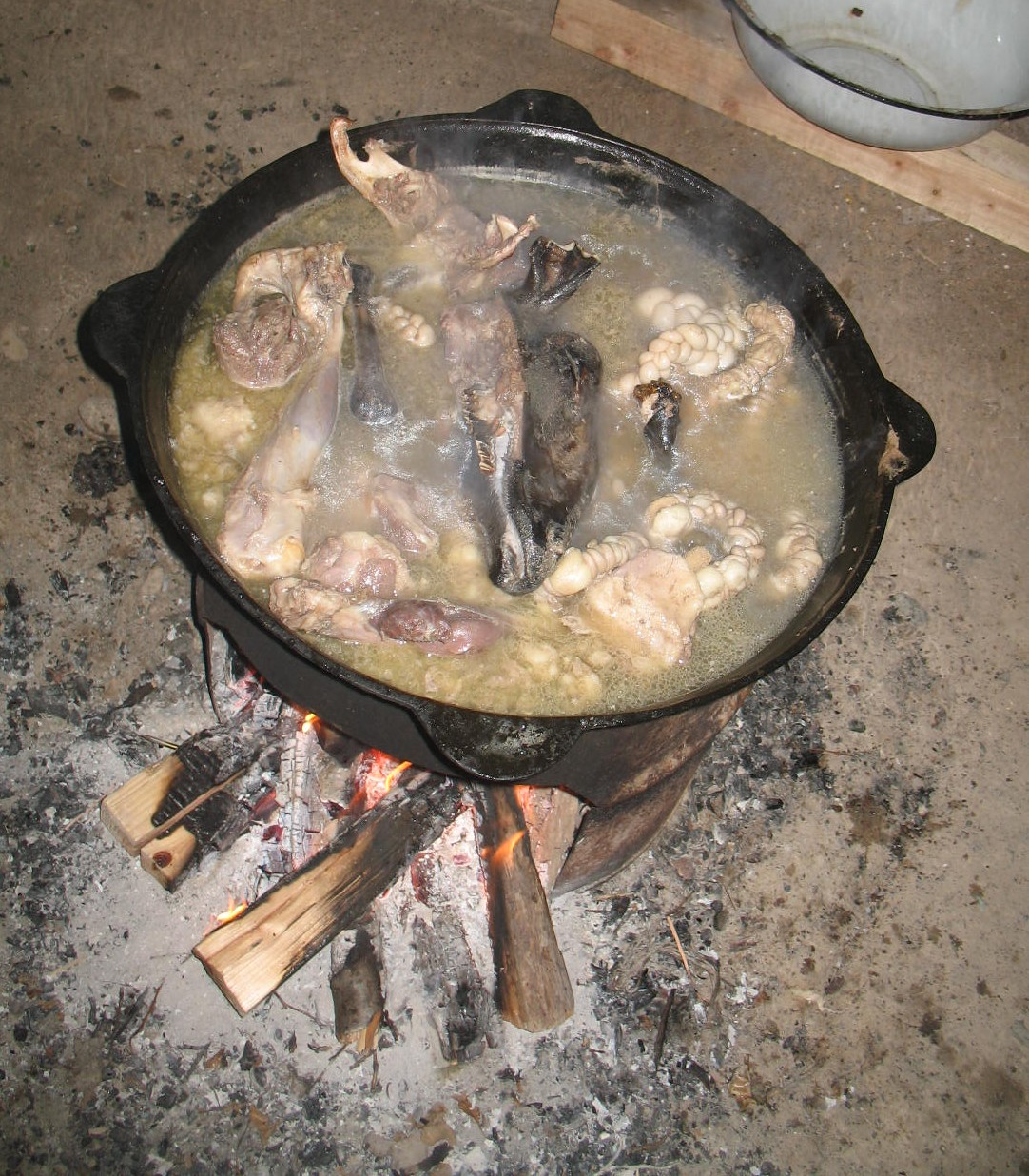
Варка баранины в казане

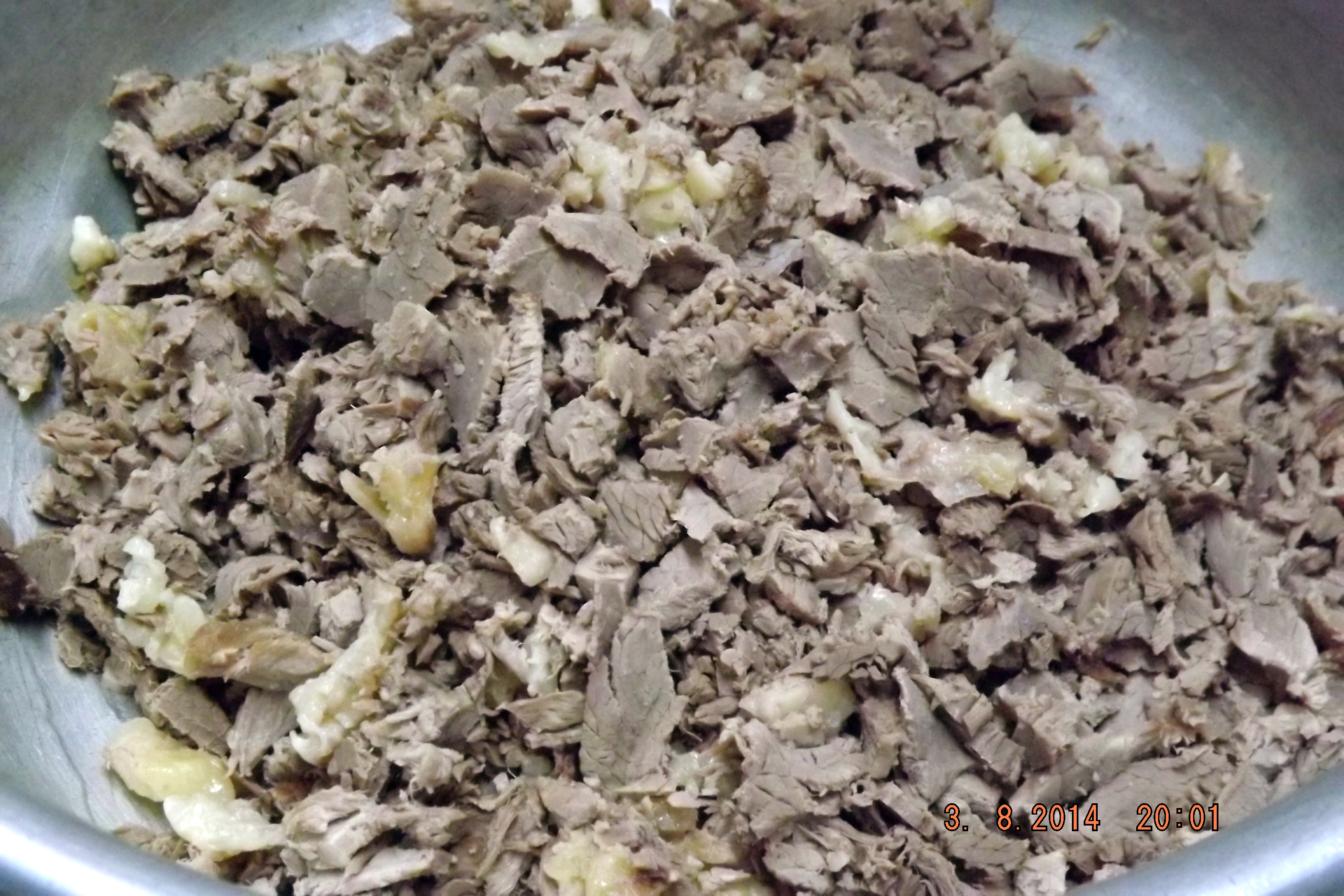
Крошеное мясо для бешбармака

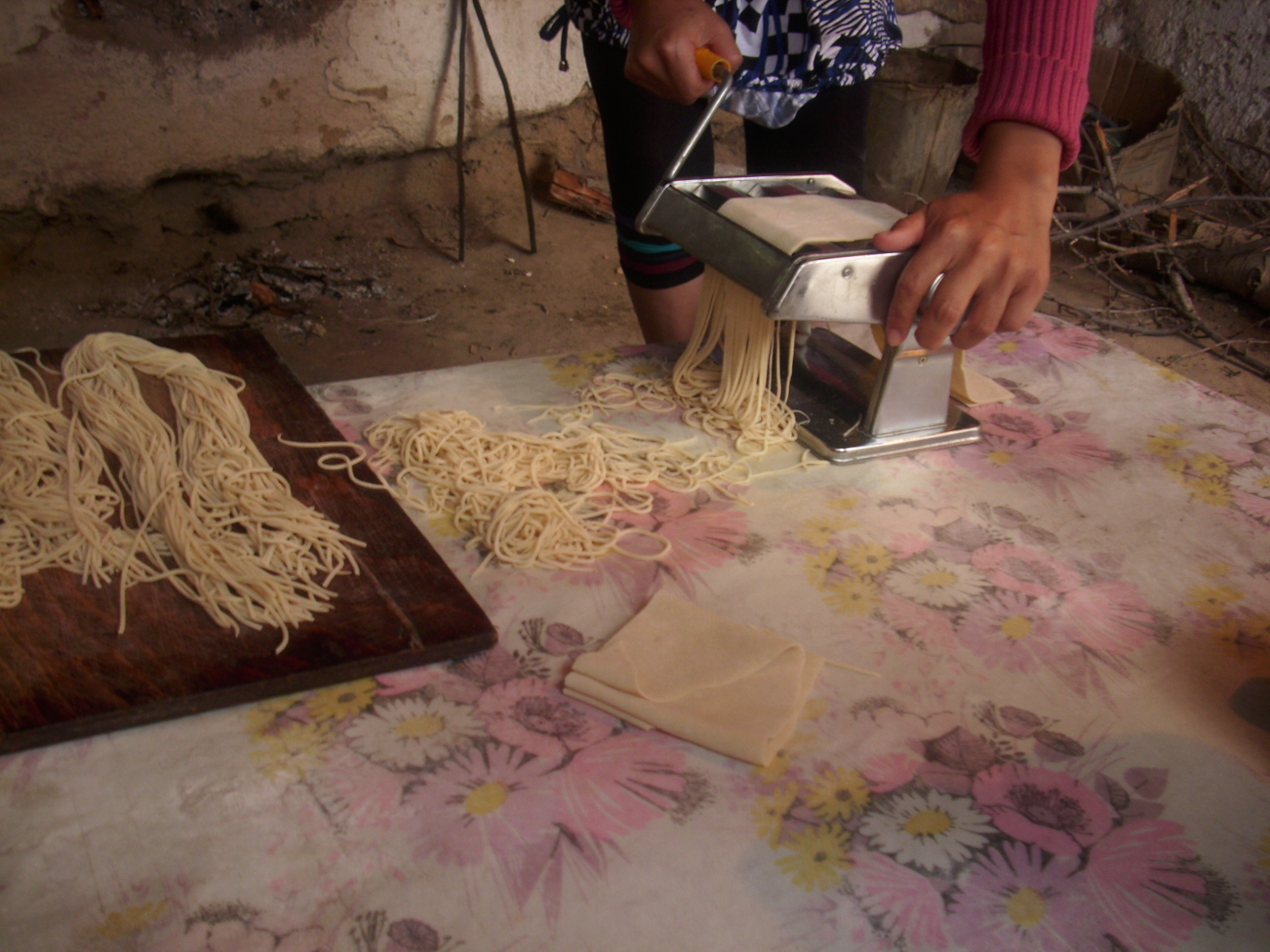
Изготовление лапши для бешбармака с помощью лапшерезки

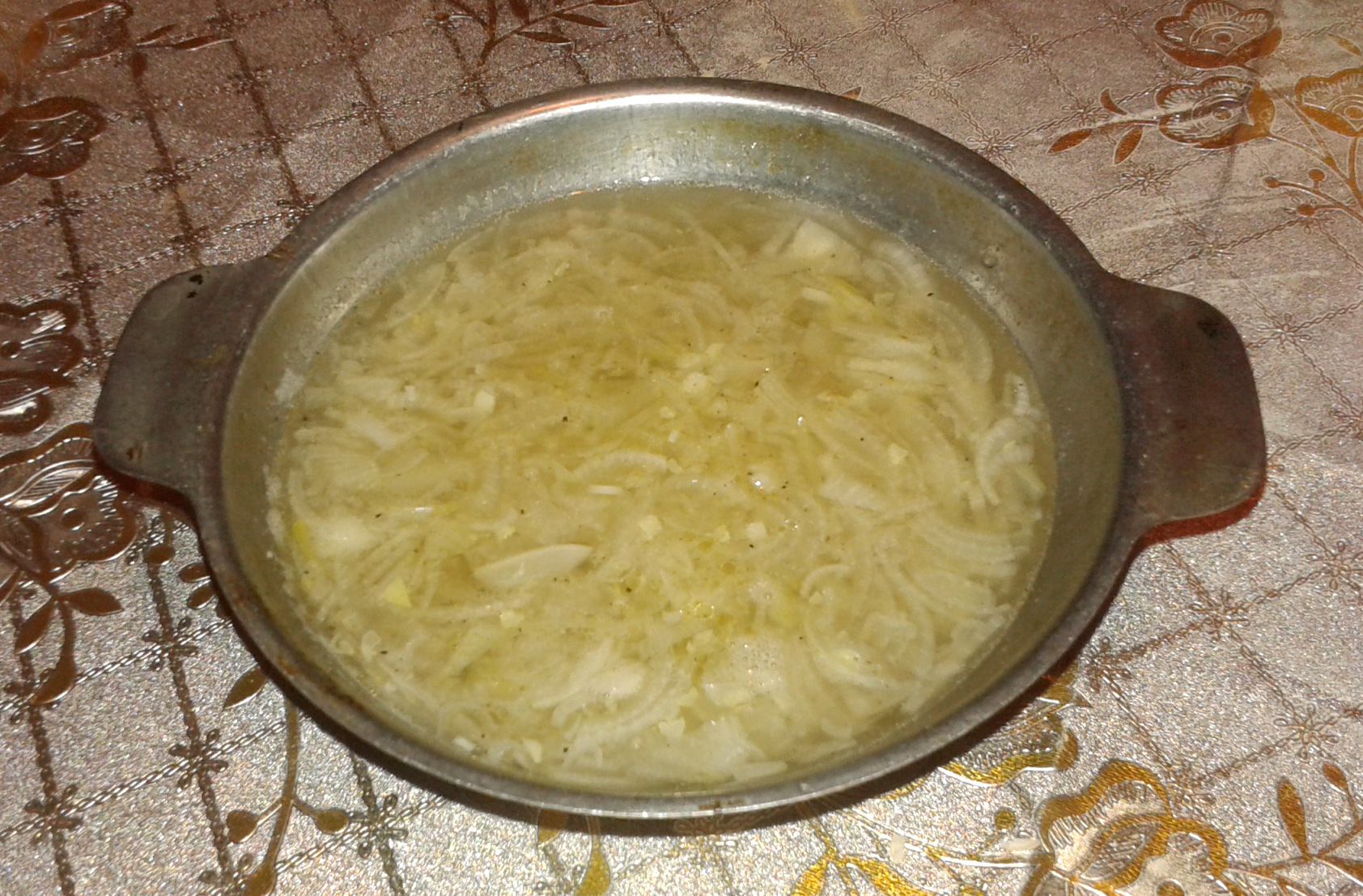
Соус (чык) для бешбармака из тонко нарезанного репчатого лука, припущенного в жирном мясном бульоне.

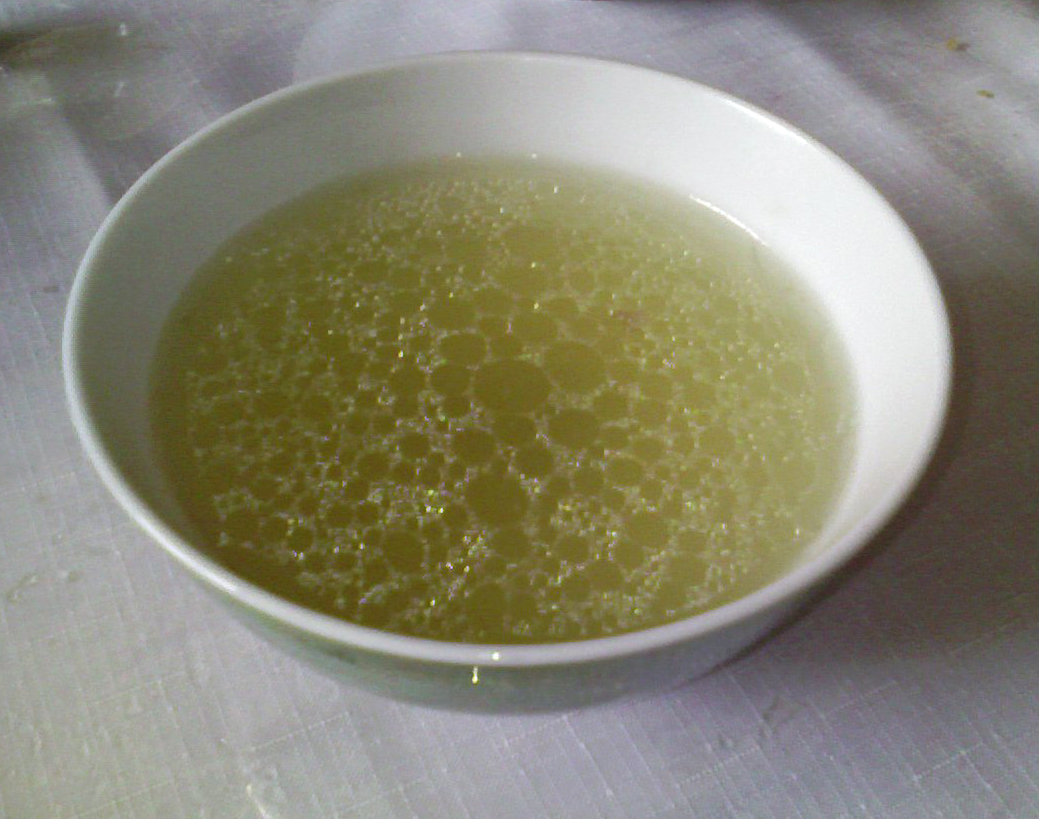
Шорпо — бульон

Бешбармак (кирг. тууралган эт, бешбармак — крошеное мясо, бешбармак) — одно из комплекса блюд традиционного ритуала подачи мяса. Для приготовления бешбармака режут барана (для большого количества гостей также забивают коров и лошадей), разделанное мясо варится в большом котле — казане. Пока мясо отваривается (в условиях высокогорья это занимает 2,5 — 3 часа) гостям подают быстро приготовляемое блюдо куурдак — жаркое из мяса.
Перед бешбармаком каждому гостю в большой пиале (кирг. кесе́, бадыбо́т) подают бульон (кирг. шорпо́/сорпо́) и мясо на кости́ (кирг. устука́н). Из бараньей туши выходит двенадцать устуканов (в порядке понижения значимости):
1. Жамба́ш (кострец, верхняя часть задней ноги) — 2 шт
2. Кашка́ жили́к (огузок, бедренная часть) — 2 шт
3. Жото́ жили́к (задняя рулька, подбедренная часть) — 2 шт
4. Далы́ (лопатка с мясом) — 2 шт
5. Күң жилик (плечевая кость с мясом) — 2 шт
6. Кары́ жилик (передняя рулька) — 2 шт

Самой уважаемой женщине (обычно это жена самого уважаемого аксакала) подают куймулча́к (крестец с курдючным салом). По обычаю, если гостей больше двенадцати, хозяева должны зарезать ещё одного барана. Иногда к баранине добавляется конина в варёном, копченом либо вяленом виде. По особым случаям на дастархан подаётся опалённая и отваренная голова барана (едят уши, язык, глаза, щёки, нёбо). Эти части головы, так же, как и устуканы, распределяются среди гостей согласно возрасту и положению. Уважаемому аксакалу или самому старшему гостю (в разных регионах по-разному, в Нарынской и Иссык-Кульской областях самому молодому) подают баранью голову (помимо устукана), а тот, в свою очередь, угощает остальных частями бараньей головы с различными пожеланиями. Вместе с мясом и курдюком (кирг. куйрук) могут быть отварены субпродукты — печень (кирг. боор), лёгкие, желудок, а также полуфабрикаты из конины: карта́ — кишка, вывернутая жиром внутрь, чучу́к — колбаса из цельной полосы пашины вместе с жиром (кирг. казы́). Отваренные курдюк и печень (кирг. куйрук-боор) нарезают ломтиками и угощают ими всех гостей. Нарезанные узкими полосками желудок и лёгкие приправляются специями и сплетаются в «косу» промытыми кишками. Эта закуска называется джёргём (кирг. жөргөм), в отваренном виде она вместе с бешбармаком и другим мясом подаётся на дастархан.
Приготовление мяса для бешбармака — обязанность мужчин, лапшу делают женщины. Отварное мясо крошат мужчины, обычно те кто помоложе. Сидя за дастарханом его крошат держа на весу в одной руке, а другой рукой мелко нарезая мясо острым ножом поперёк волокон. Если джигит не умеет крошить мясо то о нём могут сказать «атасы үйрөткөн эмес да» — «отец его не научил». Это плохой отзыв о мужчине, это также сильно задевает имя его отца. Крошеное мясо перемешивается с отваренной в бульоне тонко нарезанной лапшой (кирг. кесме́/камыр) с добавлением соуса (кирг. чык) на основе жирного мясного бульона с припущенным тонко нашинкованным репчатым луком и молотым чёрным перцем (кирг. мурч). В Таласской области раскатанное тесто для бешбармака сначала отваривается и только потом нарезается в тонкую лапшу. Бешбармак подают на дастархан на большом круглом блюде (кирг. таба́к).
После бешбармака подают чай или ак-серке — бульон, приправленный кисломолочными продуктами (кумыс, айран или сюзьмё).
На юге Киргизии подача мяса (устуканов и др.), как правило, не сопровождается бешбармаком.
Предшественником бешбармака считается блюдо наарын.

### В узбекской, уйгурской и казахской кухнях
Узбекский (узб. norin, норин) и казахский нарын готовятся практически так же, как и каракалпакская турама. По большим праздникам используется конина, также добавляется колбаса казы. В других случаях используется баранина или говядина. В узбекской и казахской кухнях блюдо готовят, как правило, только женщины. Так как тесто для нарына нарезается в тонкую лапшу уже после варки, то это блюдо иногда подаётся как холодное. Более всего узбекский нарын популярен в Ташкентской области. Уйгурский нерин готовится так же, как и киргизский бешбармак, то есть тесто нарезается в тонкую лапшу перед варкой, а не после.

#### Мясо по-казахски

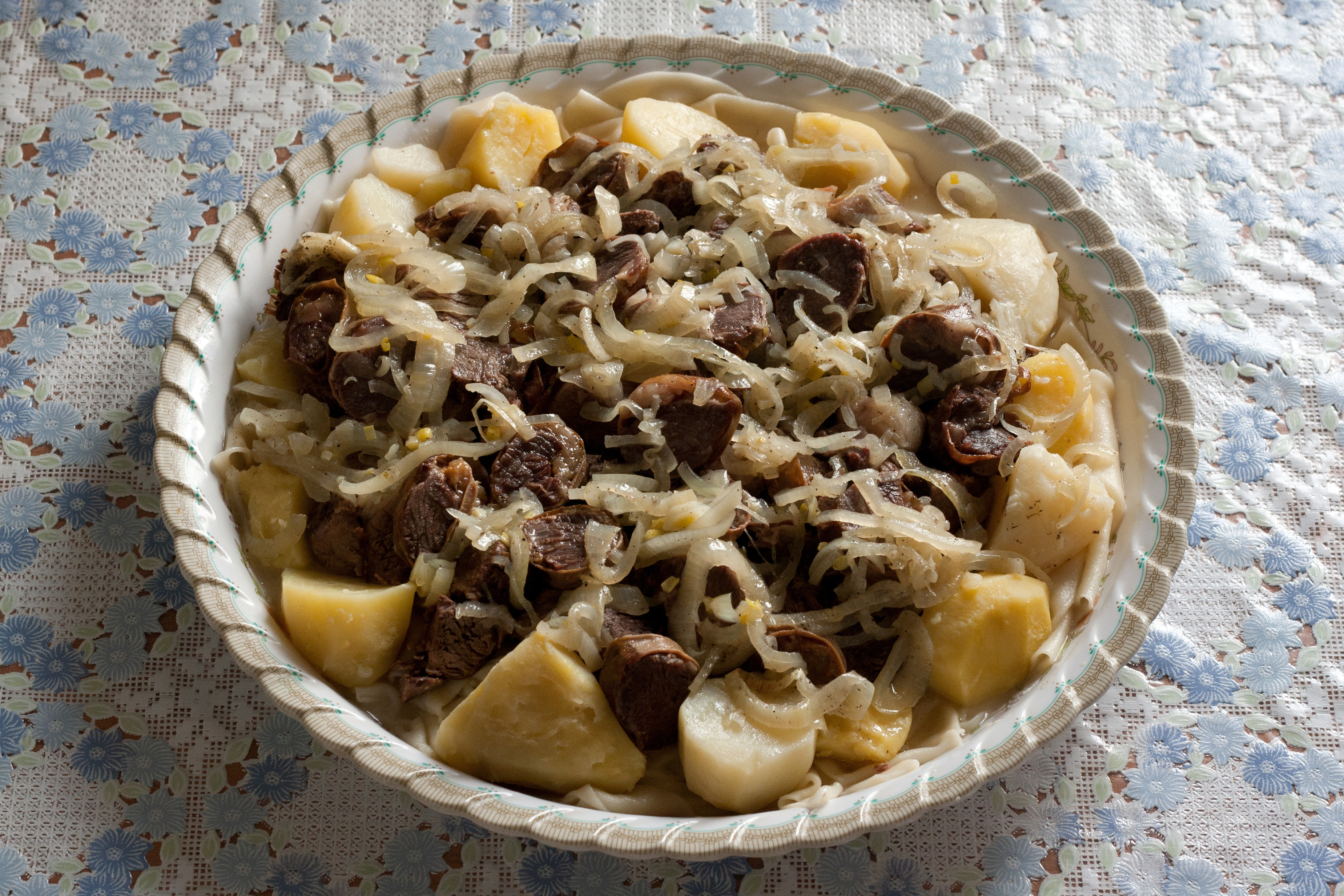
Казахский ет с картофелем

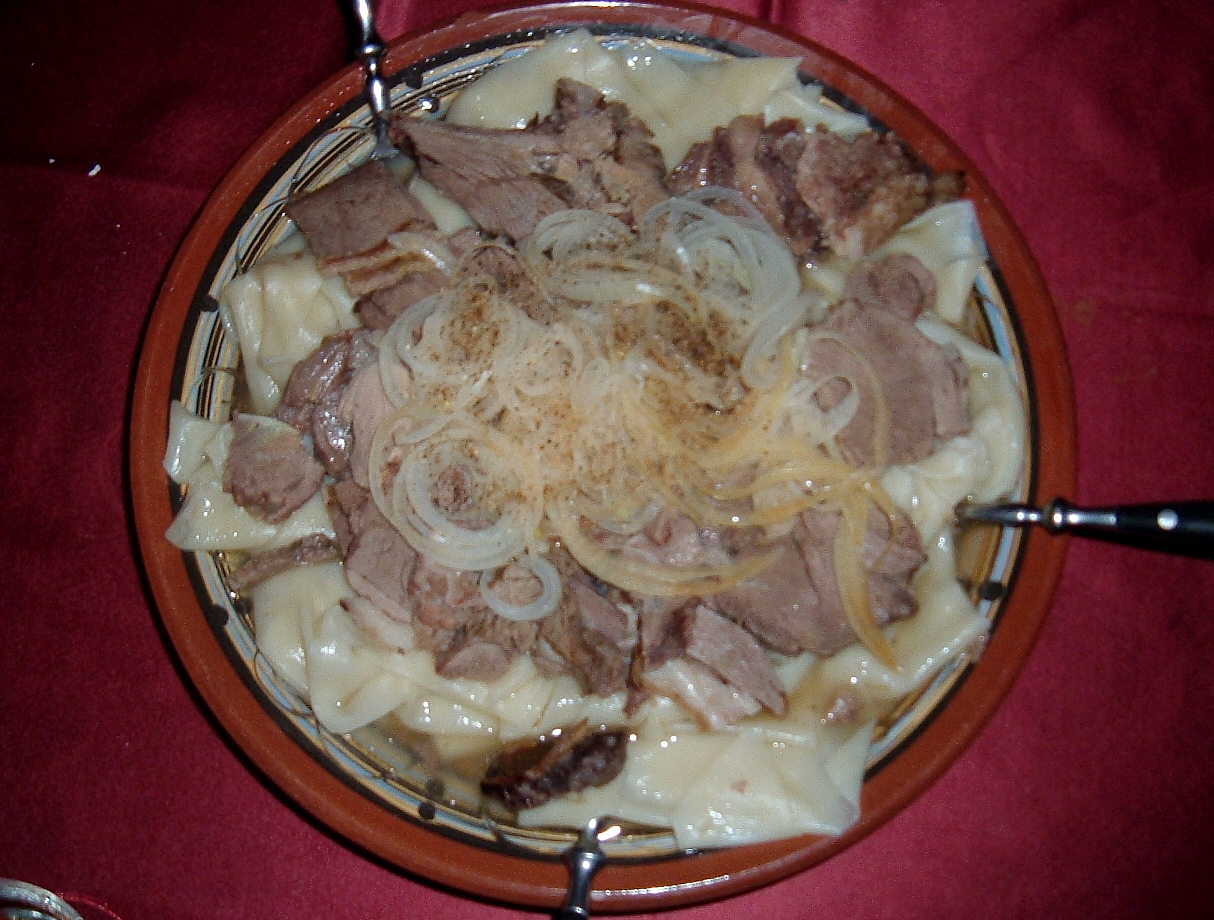
Казахский ет

Казахский ет — одно из основных блюд казахской национальной кухни, приготовляемое по торжественным случаям. В просторечии ошибочно называется 'бешбармаком'
Мясо по-казахски состоит из отварного мяса, лапши (каз. шелпек/жайма — на севере, камыр — на юге) в виде крупных прямоугольников и крепкого бульона. Мясо может быть из «четырёх видов скота» (каз. төрт түлік мал) — баранина, говядина, конина и верблюжатина. По традиции, к приходу гостя полагается специально забить барана, а праздничное блюдо должно содержать конину. Отварное мясо может быть до подачи припущено с зеленью и репчатым луком. Вместе с мясом могут быть отварены полуфабрикаты из конины (казы, шужук, жал, жай) и картофель.
На севере (Северо-Казахстанская, Акмолинская области), северо-востоке (Павлодарская область), юге (Жамбылская область) ет в зимнее время готовят в основном из конины. Лошадей специально откармливают на забой (каз. соғым), который традиционно проводится на четверых человек, по количеству ног лошади. Мясо делится равномерно на четыре равные доли, которые после жеребьёвки достаются участвующим в забое. На широкое блюдо (каз. табақ) кладут большие куски тонко раскатанного и сваренного в мясном бульоне теста и куски мяса. Каждый кусок мяса укладывают в соответствии со статусом людей, которым подано блюдо. Ет из конины традиционно состоит из: куска мяса с частью тазовой кости (каз. жанбас), позвонка из грудной части лошади (каз. ұзын омыртқа), сала из под гривы (каз. жал), засоленного особым образом мяса с жиром (каз. жая), засолённого и вяленого ребрa с полоской мяса и жира с брюшины внутри конской кишки (каз. қазы), вывернутой наизнанку (жиром внутрь) толстой кишки (конской) (каз. қарта). Также в Ет кладут традиционную колбасу из конины (каз. шұжық), куски мяса без костей (каз. кесек ет), печень (каз. бауыр), куски требухи (каз. қарын). Блюдо поливают соусом (каз. тұздык), который готовят следующим образом: лук шинкуют полукольцами и кладут в небольшую кастрюлю, добавляют перец и соль по вкусу, заливают горячим мясным бульоном и припускают. В зимнее время к ет подают соус (каз. құрт-көже), который состоит из растворённого в горячем бульоне «қурта». Подают соусы, как и бульон (где варилось мясо и тесто) сорпу. На юге Казахстана сорпу принято подавать в больших пиалах во время еды.
Ет из баранины также могут подавать в виде целых кусков мяса и подают в следующем порядке:
1. голова барана, перед варкой её очень тщательно очищают (выжигают шерсть, удаляют рога и зубы, отделяют нижнюю челюсть вместе с языком). Варят в отдельной посуде.
2. тазовая кость (каз. жанбас) вместе с частью курдюка
3. ребра с пашиной (каз. қабырға)
4. бедренная кость (каз. асықты жілік)
5. поясничные позвонки (каз. белдеме)
6. печень (каз. бауыр)
7. лопатка (каз. жаурын)

Гости сами определяют, кто из них будет резать мясо (чаще всего мясо режет более молодой участник трапезы), обычно в аулах, где друг друга давно знают, уже кто-то закреплен за этой ролью.
На востоке, юге и западе Казахстана к столу ет подаётся в виде отваренной в мясном бульоне лапши (подаётся вместе с бульоном), на которую сверху выкладывается порезанное широкими и тонкими ломтиками мясо, кольцами порезанный лук, сверху всё поливается жиром, снятым с бульона, в южных регионах добавляется нарезанные на кусочки томаты. На западе Казахстана такой бульон готовится отдельно и подается непосредственно на стол перед трапезой.
На западе Казахстана блюдо может быть приготовлено из рыбы осетровых пород.

## Рекорды
В Москве в чайхане «Казан» 3 октября 2013 года приготовили самый большой нарын — блюдо узбекской национальной кухни. Блюдо вошло в Книгу рекордов Гиннеса как «Самый большой нарын». Вес блюда составил 500 кг.
Самый большой бешбармак в мире весом в 1464 кг был приготовлен 11 марта 2018 года в Бишкеке. Кроме этого был приготовлен самый большой чучук (домашняя колбаса из конины) длиной в 117 метров. На приготовление бешбармака и чучука было израсходовано 1470 кг конины (восемь лошадей). На приготовление лапши для бешбармака ушло 300 кг муки, 300 яиц, 30 кг соли, 100 литров питьевой воды, 30 литров растительного масла (для смазки). Мясо варилось в десяти тай-казанах. В рамках мероприятия также был проведён командный конкурс среди мужчин на лучшее умение крошить мясо. Достижение было зарегистрировано представителями Книги рекордов Гиннесса.

## В экономике
В Киргизии и Казахстане существует «индекс бешбармака». Этим индексом можно сравнивать зарплаты жителей разных регионов страны в натуральном эквиваленте — бешбармаке. Индекс показывает сколько раз можно приготовить упрощённый вариант бешбармака из 2 кг баранины, 500 г муки, 200 г лука и 2 яиц (в Казахстане блюдо «ет» из 2 кг мяса, 0,5 кг муки, 1 яйца, 0,3 кг лука и 0,5 кг картофеля) на среднюю месячную зарплату и по ценам продуктов в каждом конкретном регионе